# Atelopus nanay
Atelopus nanay é uma espécie de sapo da família Bufonidae. Ele é endêmico no Equador. Seu habitat natural são as pradarias em elevadas altitudes, marismas e nascentes, em áreas tropicais e subtropicais, e rios. Está ameaçado pela perda do seu habitat.